# The Pinkprint
The Pinkprint es el tercer álbum de estudio de la cantante, compositora y rapera trinitense Nicki Minaj. Fue puesto a la venta el 12 de diciembre de 2014 a través de las compañías discográficas Young Money Entertainment, Cash Money Records y Republic Records. Minaj coprodujo el álbum junto a Birdman, Lil Wayne y Ronald Williams, también con la ayuda de una variedad de productores. Para apartarse de los elementos dance pop de su segundo álbum de estudio, Pink Friday: Roman Reloaded lanzado en 2012, lo que quería lograr Minaj era lanzar un álbum influenciado por el tradicional hip hop de sus raíces.
Sobre su lanzamiento, críticos de la música elogiaron The Pinkprint por su producción general y la cohesión. Fue reconocido como el proyecto más fuerte de Minaj hasta la fecha y se ubicó como uno de los mejores álbumes de 2014 por varias publicaciones. Debutó en el número 2 en el Billboard 200 con ventas de primera semana de 244 000 unidades (194 000 en ventas del álbum, sin contar streaming). Hasta la actualidad , el álbum obtuvo la certificación de X3 Platino en los Estados Unidos por vender más de 3 000 000 de copias. En el Reino Unido, el álbum debutó en el número 5 en el UK Albums Chart.

## Antecedentes y desarrollo
| «Creo que todos saben lo obsesionada que estoy con Jay Z. Él siempre ha sido mi rapero favorito, junto a Lil Wayne. Hizo un gran trabajo creando The Blueprint. Y lo he estudiado, solo en términos de crecer en la industria. Quiero hacer eso, quiero ser como Jay Z. Quiero que con lo que estoy haciendo, raperas surjan y sigan el patrón de lo que he hecho en día». — Minaj indicando la razón por la cual tituló el álbum The PinkPrint y la descripción de sus intenciones para él. |

Durante una entrevista con MTV, Minaj mencionó que estaba trabajando en su tercer álbum de estudio, que sería de «otro nivel» y que tendrá «mucho de que hablar», exclamó:

«Estoy muy emocionada y las personas que han estado trabajando conmigo ahora, no han sido las personas con quien he trabajado antes, así como que van a traer un nuevo sonido al álbum que nunca he experimentado».

## Lanzamiento y promoción
En agosto de 2014, Minaj confirmó que el álbum sería lanzado en el cuarto trimestre del año. En septiembre de 2014, Minaj anunciada a través de su cuenta de Twitter que el álbum sería lanzado el 24 de noviembre de 2014. A finales de octubre, su gerencia anunció que el álbum había sido reprogramado para el lanzamiento el 15 de diciembre. El álbum fue hecho disponible para pre-orden en iTunes en el 3 de diciembre de 2014 con la canción de intro "All Things Go" como una descarga instantánea. La versión estándar del álbum, The Pinkprint cuenta con dieciséis canciones, mientras que la versión de lujo viene con tres pistas adicionales. La compañía de ventas, Best Buy empaqueta la edición de este último con una versión más pequeña junto al calendario del año 2015 que contrae imágenes exclusivas de Minaj. Los temas "Truffle Butter" (el cual cuenta con la colaboración de los artista de hip hop Drake y Lil Wayne) y "Wamables" se incluyen respectivamente como las veinte canciones en la iTunes Store y ediciones japonesas respectivamente. El álbum también contiene una quinta edición de lujo (distribuida por la tienda americana Target y en el Reino Unido) donde se enumera los temas "Mona Lisa" y "Put You In a Room" como las pistas de 20 y 21 del álbum, aunque la mayoría de las pistas en esta versión se abrevian como a material exclusivo. Durante la primera semana de disponibilidad por menor, se descubrió que las versiones físicas de lujo de The Pinkprint involuntariamente fueron enviadas en todo el mundo con una versión instrumental de "Anaconda" en lugar de la pista original.

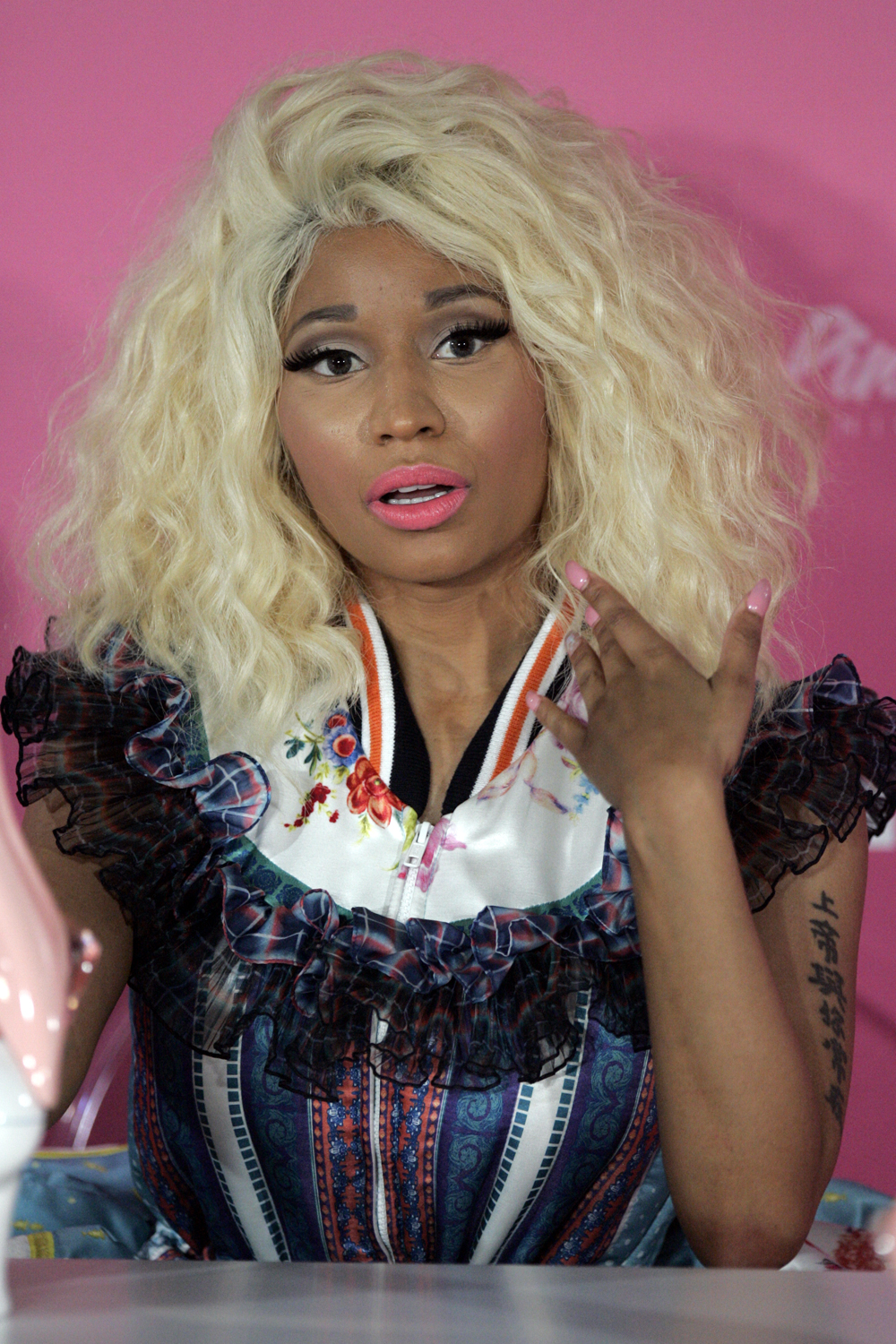
Nicki Minaj en 2012

El 6 de diciembre de 2014, Minaj apareció como invitada musical en un episodio del programa Saturday Night Live de NBC junto al anfitrión James Franco. Interpretó tres canciones del álbum: "Bed Of Lies", "Only" y "All Things Go". También participó en algunos bocetos. Durante la semana de lanzamiento del álbum, Minaj visitó algunos shows en promoción para el álbum. El 15 de diciembre, Minaj apareció en el Show de Ellen DeGeneres donde concedió una entrevista y también realizó una presentación de "Bed Of Lies" junto a su intérprete acompañante Skylar Grey. El 16 de diciembre, Minaj apareció en The Today Show para una entrevista y actuación. Esa misma noche, apareció en el Tonight Show protagonizado por Jimmy Fallon para una entrevista. El 18 de diciembre, Minaj apareció en 106 & Park como cantante invitada del espectáculo para discutir el álbum en el show. El 19 de diciembre, Minaj apareció en el programa The Real para una entrevista. En mayo de 2015, ella actuó en los Billboard Music Awards del 2015 donde realizó la interpretación de los temas "The Night Is Still Young" y "Hey Mama" junto a David Guetta, la actuación fue presentada por la banda femenina Fifth Harmony. Minaj fue la encargada de ser el acto de apertura en los 2015 MTV Video Music Awards donde interpretó su entonces nuevo sencillo "Trini Dem Girls" y "The Night Is Still Young", también tuvo una invitada sorpresa para su actuación, que fue la cantante Taylor Swift, esa misma noche Minaj se llevó el galardón a Mejor vídeo Hip-hop.
Minaj se establece para apoyar el álbum con una gira europea de diecisiete fechas comenzando Estocolmo, Suecia, a partir de 16 de marzo de 2015 y se detiene en Irlanda, el Reino Unido, Noruega, Alemania, Francia, Bélgica y los países bajos antes de terminar el 12 de abril de 2015 en Glasgow, Escocia. Trey Songz y Ester Dean serían el acto de apertura de la fase Europea.

## Sencillos
Minaj confirmó el día 18 de mayo durante la alfombra roja de los Billboard Music Awards 2014 que el primer sencillo del álbum se titularía "Pills n Potions". Fue lanzado oficialmente en todo el mundo el día 21 de mayo del 2014 y su vídeo se estrenó el día 9 de junio del mismo año mediante la cuenta en VEVO de la rapera. Llegó a la posición número 1 del Hot R&B/Hip-Hop Songs y la número 8 del Hot 100 del Billboard. Recibió certificación platino en Australia y X4 Platino en Estados Unidos.
El día jueves 25 de julio, la intérprete reveló a través de su red social Instagram la portada del segundo sencillo oficial de su nuevo álbum, «Anaconda», el cual fue lanzado el 4 de agosto. El sencillo fue publicado mundialmente el día 4 de agosto del 2014. Contenía líricas sexualmente explícitas manejadas en los estilos del dirty rap, crunk e hip hop. Llegó a la primera posición en Canadá, Europa, República Dominicana y Filipinas. El vídeo de «Anaconda» tenía el récord de ser el video que más visitas había conseguido en sus primeras 24 horas, con más de 19,6 millones de reproducciones.
El día domingo 26 de octubre, Minaj publicó a través de sus cuenta de Instagram y Twitter la portada de su siguiente sencillo que sería lanzado en los próximos dos días, llevaría el nombre de "Only" y contaría con la colaboración de los raperos Lil Wayne, Drake y Chris Brown, con quienes ya había trabajado anteriormente. Dicha canción sería lanzada como sencillo oficial en lugar de "Bed of Lies", puesto que la rapera no habría estado contenta con la baja recepción de la misma. Recibió la certificación de cuatro veces platino en Estados Unidos mientras que mundialmente hasta 2016 había vendido más de 8 millones de copias siendo el sencillo más vendido del álbum The Pinkprint.
«The Night Is Still Young» fue lanzada oficialmente en el Reino Unido el 6 de abril de 2015, poco después en Estados Unidos el día 28 de abril. Muchos fanáticos de la intérprete y críticos apuntaban a éste como la "cara pop del álbum The Pinkprint". Originalmente, Young Money Entertainment y Cash Money Records querían lanzar "Truffle Butter" como cuarto sencillo oficial, al tener buen recepción, Republic Records tenía planeado lanzar "The Night Is Still Young", como el cuarto sencillo, por lo que decidieron lanzar este como el quinto sencillo del álbum. El vídeo fue dirigido por Hannah Lux Davis y estrenado en la plataforma Tidal.
Mediante su página oficial, Republic Records registró "Trini Dem Girls" como sencillo oficial y anunció el lanzamiento del mismo en los premios MTV Video Music Awards del 2015. Minaj realizó una presentación donde también interpretó los sencillos "The Night Is Still Young" y "Bad Blood" junto a Taylor Swift. La canción contenía la colaboración vocal del intérprete de pop e hip hop Lunchmoney Lewis con líricas explícitas mediante una producción rítmica de géneros dancehall e hip hop.

### Otras canciones
«All Things Go» fue lanzada como primer sencillo promocional del álbum The Pinkprint. Mediante un ritmo hip hop, Minaj hablaba en sus líricas de temas profundamente personales y sentimentales. Llegó como su más alta posición al número 38 del Hot R&B/Hip-Hop Songs de Billboard y obtuvo excelentes comentarios por algunos críticos musicales.
«Bed of Lies» es una balada pop con mezclas y toques hip hop de Minaj. Cuenta con la colaboración de la intérprete Skylar Grey. Young Money Entertainment la registró como tercer sencillo oficial, sin embargo según HollywoodLife, la rapera no habría estado contenta con los bajos resultados que el sencillo habría obtenido, por lo que a petición de la misma fuese intercambiado por "Only". Sin embargo, obtuvo certificación de platino en Noruega, Australia y Suecia.
Las empresas discográficas Young Money Entertainment y Cash Money Records querían lanzar «Truffle Butter» como cuarto sencillo oficial del álbum The Pinkprint, sin embargo, Republic Records ya tenían planes para que "The Night Is Still Young" fuese sencillo, por lo que decidieron lanzar "The Night Is Still Young" como cuarto sencillo oficial y "Truffle Butter" al mismo tiempo como quinto sencillo del álbum. La canción contenía la colaboración vocal de los raperos Drake y Lil Wayne. Es una canción de géneros hip hop/house. Llegó a ser nominada a los premios Grammy y hasta 2016 se supo que había vendido más de 2 millones de copias mundialmente.

## Gira internacional
Para la planificación de promoción de su tercer álbum, Minaj realiza su tercera gira mundial bajo el nombre de The Pinkprint Tour. La gira dio su inicio en la ciudad de Estocolmo, Suecia donde la rapera se presentó en el Globen Arena. Durante su paso por Europa, la gira tuvo a los intérpretes Ester Dean y Trey Songz como teloneros, y durante el segundo show en Londres tuvo como invitada especial a la cantante británica Jessie Ware. Mientras que durante la etapa norteamericana la gira tuvo como teloneros a la banda Rae Sremmurd, Meek Mill, Tinashe y Dej Loaf, también como invitado especial para un concierto al rapero Lil Wayne. Con un total de 57 fechas repartidas la gira abarca por Europa, América, África y Asia. Se ubicó en el puesto número 1 en el '"Hot Tours" de Billboard, también recibió comentarios positivos por varios críticos musicales. Hasta abril de 2016 se supo que la gira había recaudado un total de $ 52 millones de dólares convirtiéndose en la gira más recaudadora por una intérprete de Hip-Hop femenina. Se espera que a mediados del 2016, la gira abarque por Oceanía, América del Sur y agreguen nuevas fechas para su paso por Asia.

## Música y composición
Hablando sobre el estilo musical del álbum, Minaj declaró que el álbum sería "concentrado en rap" y "alimentación al coro de los fans del rap", mientras que el álbum Pink Friday: Roman Reloaded exploró elementos más prominentes de la música dance. En abril de 2014 Minaj dijo a MTV "las canciones en [mi siguiente álbum] volverán a mis raíces Hip hop. Y no creo que es algo que necesariamente estoy intentando hacer pero en cuanto empecé a trabajar en mi nuevo álbum, son justo las canciones que llevo escribiendo". Minaj dijo que del álbum toca temas de pérdida, muerte, su familia y su lucha con la culpa. The Pinkprint se abre con la canción autobiográfica, "All Things Go", el cual fue escrito en modo de secuela de la canción de Minaj "Autobiography" perteneciente a su mixtape Sucka Free en 2008. Una medio tiempo balada, que se desarrolla lentamente y contiene "beats pesados y bajo pesado" junto con "sutiles sintetizadores". Las letras discuten una amplia gana de asuntos personales que Minaj ha enfrentado, reflexiona sobre su fama y la velocidad en que ha movido su vida, tensas relaciones con su familia, incluyendo el asesinato de su primo Nicholas Telemaque, su relación con su madre y sobre su propio hijo que hace referencia un aborto. "I Lied" es una balada que contiene una producción tórpida que no cambia el tempo. Líricamente, la canción gira en torno a un "arrepentimiento complicado" en el que Minaj admite que ella negó su amor por un hombre con el fin de evitar que rompa su corazón. "The Crying Game" cuenta con la voz no acreditada de la cantante y música británica Jessie Ware. La canción mezcla una sombría balada con el acompañamiento de guitarra downbeat loops y se describe como uno de los temas más emocionales del disco. Durante la canción, Minaj alterna entre "versos devastadores y pensativo canturreo" mientras Ware agrega una voz "inquietante" y "soul" para el coro.

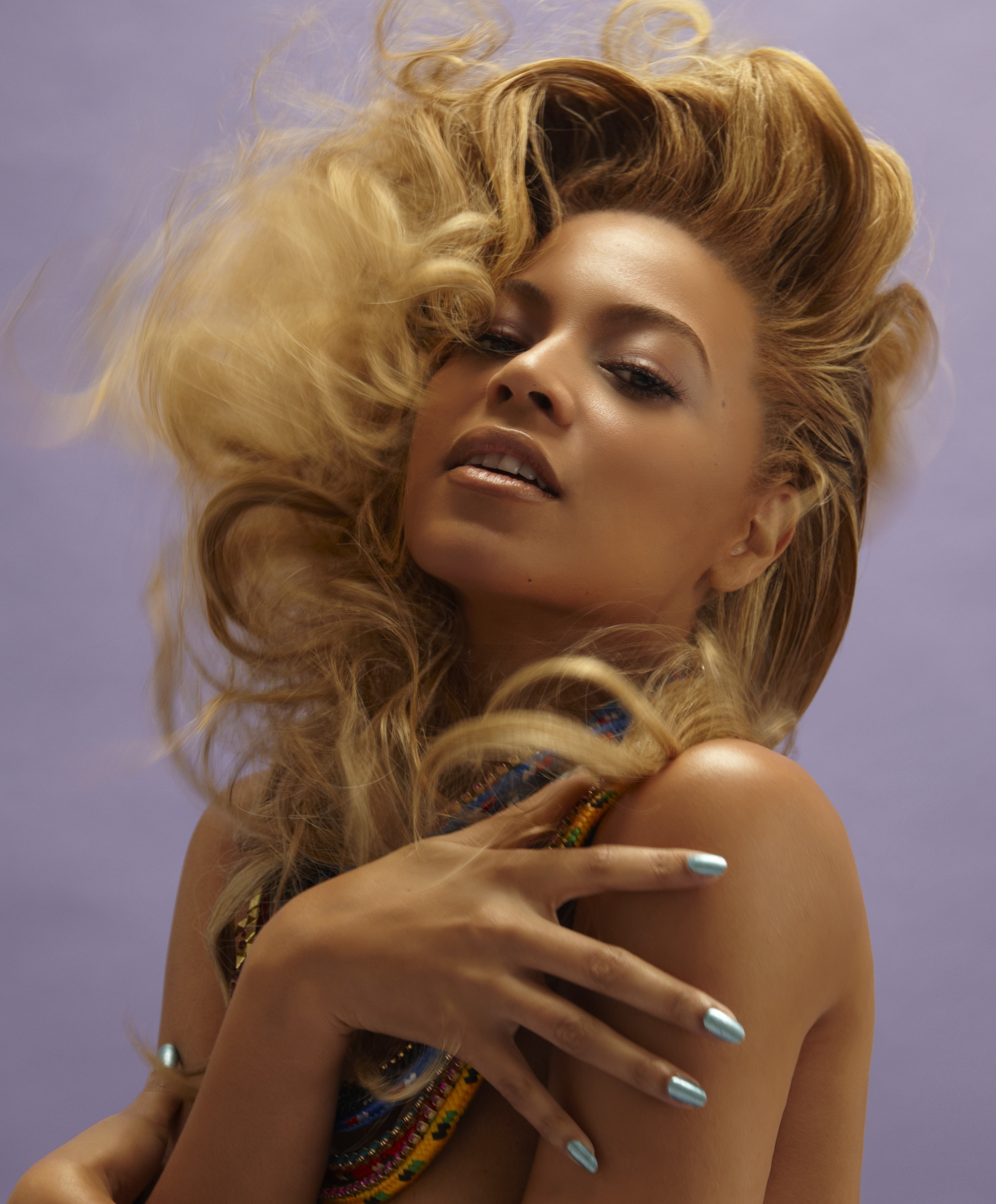
Inicialmente, Beyoncé quería colaborar en "The Crying Game", pero Minaj ya tenía preparado que lo hiciera para "Feeling Myself"

"Get On Your Knees" es una canción de géneros Trap-Pop que contiene la compañía vocal de la cantante, actriz y compositora estadounidense Ariana Grande. Minaj rapea bajo un estilo Trance donde exige cosas de su pareja masculina [generalmente utiliza metáforas sexuales], consejos en sexo oral y se describe como un "fetiche obsesión por ver a su hombre a cuatro patas". "Feeling Myself" cuenta con la compañía vocal de la cantante Beyoncé (quien también estuvo a cargo de la composición y producción del tema), se encuentra construida sobre un sintetizador de la costa oeste, conducción de bajo y batería junto con campanas y silbatos incorporados a la producción. "Only" es una canción de géneros Hip hop la cual cuenta con la participación vocal de los raperos Drake, Lil Wayne y el intérprete de R&B, Chris Brown quien canta el estribillo de la canción. La canción contiene una producción de "icy" que se sienta "siniestramente" debajo de metáforas y líricas sucias (mínimamente bajo influencias de Dirty rap). "Want Some More" cuenta con letras donde se puede ver a Minaj acariciando su propio ego y ver quien se atreve a dudar de su valía. Durante la canción, Minaj hace referencia a Eminem, Kanye West y Lil Wayne (algunos de los grandes raperos en la cultura Hip hop) aclarando su "competencia única". "Want Some More" es una canción que tiene Zumba y algo de producción con letras que giran en torno a imágenes de mafia. La canción es comparada con el trabajo del legendario The Notorious B.I.G., quien es una de las mayores influencias de Minaj (junto con Jay-Z y Foxy Brown).

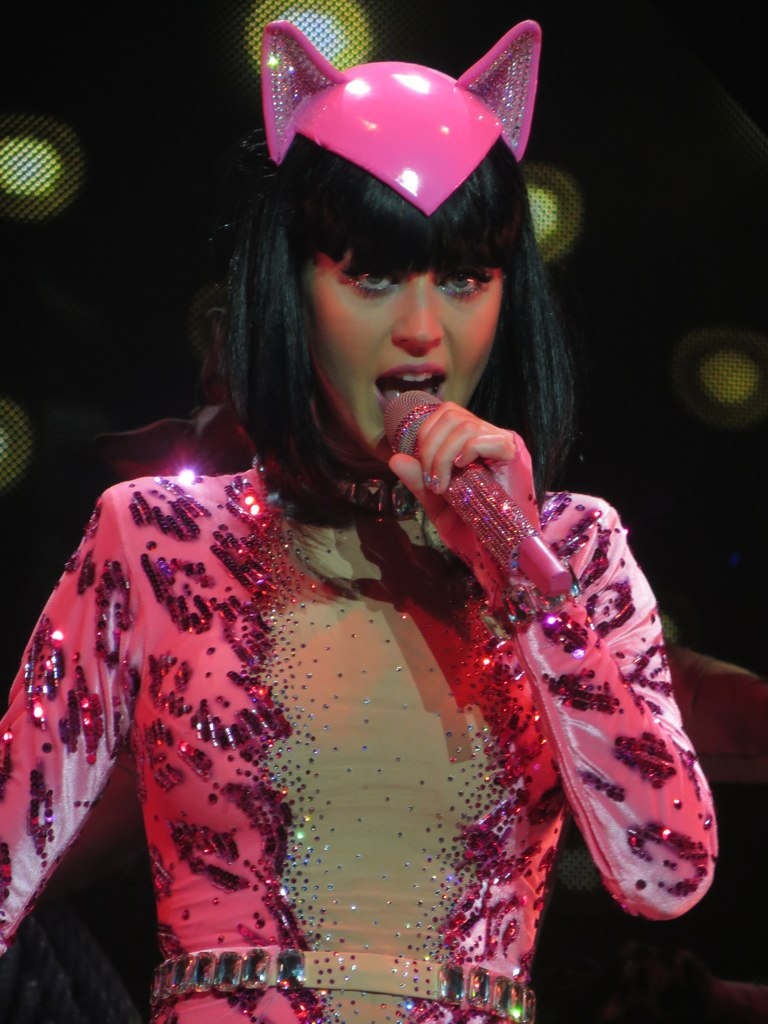
Katy Perry participó de la composición de "Get On Your Knees", donde escribió el verso de Ariana.

"Favorite" cuenta con la compañía vocal del intérprete estadounidense de géneros R&B, Jeremih. El tema es un retorno a una "narrativa romántica" después de cuatro canciones de Minaj. La canción es líricamente sexual y explícita, donde Jeremih canta acerca de querer ser el favorito de Nicki. Minaj rapea sobre ser el "papel principal en la vida de un hombre". "Buy a Heart" cuenta con la colaboración del rapero Meek Mill, donde canta parte del estribillo de la canción. "Trini Dem Girls" es una canción dancehall, la pista ofrece el acompañamiento vocal del rapero y cantante, LunchMoney Lewis. La canción contiene un haciéndose de eco de aplausos y un "Diwali Riddim" con un estribillo a "todo volumen". "Anaconda" es una pista de géneros Hip hop, crunk y Dirty rap que usa muestras del tema "Baby Got Back" de Sir Mix-a-Lot. El contenido lírico de la canción se describe como "obsceno" y destacado por contener una "una dosis fuerte de lingo de sexo de 2014". El tema "The Night Is Still Young" (también elegido como sexto sencillo oficial del álbum) es una canción que gira en torno a géneros Pop rap y EDM, enseñando el respectivo lado del álbum, así mismo, los versos giran en torno a una noche de rutina en un club y muchos aseguran que esta canción está dirigida a sus fanes jóvenes, donde el tema de la canción en "divertirse".
"Pills N Potions" es una balada de piano con combustión lenta que contiene los elementos destacados de Hip hop, pop y R&B. La canción se abre con una escasa, hauting drum beat, mientras que Minaj canta el pre-coro en un susurro. El pre-coro de la canción se repite y agrega un efecto de eco a su voz, como se cantan cantos "florecientes" para crear el coro de la canción. Letra de la canción gira en torno a alguien que le ha agraviado y engañado, pero ella todavía ama. "Bed of Lies" que cuenta con la colaboración de Skylar Grey y es una balada pop rap de tempo lento construida sobre producción triunfante, pianos, tambores del balanceo y en pleno auge bajo. La canción abre con el coro de Grey y un teclado restringido antes de que Minaj comienza a rapear sobre un ex amor. Finalmente, "Grand Piano" es la pista final en la versión estándar del álbum y es la única canción en el álbum que no posee un rap en la vocalización/interpretación de Minaj. La canción es una balada que contiene pianos y violines, con letras que giran en torno a la "estúpida sensación" de Minaj de sentirse "utilizada" por un ex amor, el tema contiene líricas profundas y generalmente personales.

## Recepción comercial
The Pinkprint debutó en la segunda posición del Billboard 200, vendiendo en su primera semana 244,000 unidades. El álbum fue el segundo álbum femenino con mayor número ventas en su primera semana en el 2014 y también tuvo el mejor debut por un álbum de rap en ese año. Sin embargo, Taylor Swift evitó que The Pinkprint llegara a la primera posición del listado con su álbum 1989. Llegó a la primera posición del Rap Albums y Top R&B/Hip-Hop Albums, también llegó a la tercera posición en Nueva Zelanda, la octava en Rusia y la sexta en Canadá. Hasta diciembre de 2015 se supo que el álbum ya había vendido 3,307,692 millones de unidades mundialmente, mientras que para 2016 el álbum ya había sobrepasado el millón de ventas puras en los Estados Unidos. Hasta ese mismo año, el álbum ya tenía certificación de platino en Canadá y Brasil, certificación 2× Platino en Estados Unidos y una certificación otorgada por la IFPI de 3× Platino por sus ventas en todo el mundo. En el Reino Unido, el álbum debutó en la posición número 22 siendo este el puesto más alto logrado por el álbum en el UK Albums Charts puesto que en las siguientes semanas cayó varias posiciones. Para 2016, recibió certificación oro por la BPI gracias a sus ventas en el país.

## The Pinkprint Movie
El día 20 de diciembre de 2014, Nicki Minaj estrenó The Pinkprint Movie, un cortometraje musical con una duración de 16 minutos realizado por la rapera para promocionar su tercer disco de estudio, The Pinkprint. El cotrometraje realiza un retroceso a la desintegración del romance de Minaj y su entonces pareja el también rapero Safaree Samuels. El modelo francés, Willy Monfret hizo parte del cortometraje interpretando a la pareja de Minaj. Igualmente, Willy ya había trabajado con Minaj para el vídeo de su sencillo «Right Thru Me», perteneciente a su álbum Pink Friday lanzado en 2010.
El cortometraje se divide en tres partes, tituladas «The Crying Game» el cual fue dirigido por Taylor Cohen, «I Lied» la cual fue dirigida por Francesco Carrozzini y la tercera titulada «Grand Piano» la cual también fue dirigida por Taylor. Como introducción del clip, suena «All Things Go», pista promocional del álbum. En el transcurso del vídeo se relata la historia de un desastre, angustia que consistió básicamente por un Triángulo amoroso, también un accidente de automóvil de Minaj la cual se dice reflejaría la ruptura luego de una relación de 12 años. Para la producción del filme participaron las discográficas Young Money Entertainment, Cash Money Records y también la compañía Beats by Dre. El lanzamiento del cortometraje estuvo a total disposición de Minaj, quien optó por lanzar por partes el cortometraje para luego subirlo a su cuenta oficial en YouTube, meses después, la rapera subió el vídeo a su cuenta de VEVO. Para 2016, el filme se encontraba disponible en la aplicación de streaming, TIDAL. Recibió elogios por varios críticos de la música, también fue seleccionada como parte del material que le sería enviado al jurado de nominación de los Premios Grammy por su discográfica.

## Lista de canciones
| The Pinkprint – Versión estándar |                                             | | |          |  |
| N.º                              | Título                                      | Escritor(es) | Productor(es) | Duración |  |
| 1.                               | «All Things Go»                             | Onika Maraj Ester Dean Matthew Samuels Anderson Hernández Allen Ritter                                                            | Boi-1da VinylZ Allen Ritter (coproductor)                                                                             | 4:53     |  |
| 2.                               | «I Lied»                                    | Maraj Ester Dean Michael Williams M. Bell                                                                                         | Mike Will Made It Skooly (coproductor)                                                                                | 5:04     |  |
| 3.                               | «The Crying Game» (con Jessie Ware)         | Onika Maraj Jessie Ware Andrew Wansel Steven Mostyn                                                                               | Andrew Wansel Warren Felder                                                                                           | 4:25     |  |
| 4.                               | «Get On Your Knees» (con Ariana Grande)     | Maraj Katy Perry Lukasz Gottwald Chloe Angelides Sarah Hudson Jacob Kasher Hindlin Henry Walter                                   | Dr. Luke Cirkut | 3:36     |  |
| 5.                               | «Feeling Myself» (con Beyoncé)              | Onika Maraj Beyoncé Knowles Chauncey Hollis Solana Rowe                                                                           | Hit-Boy Beyoncé (producción vocal adicional)                                                                          | 3:58     |  |
| 6.                               | «Only» (con Drake, Lil Wayne & Chris Brown) | Onika Maraj Aubrey Graham Dwayne Carter Jeremy Coleman Lukasz Gottwald Henry Walter Theron Thomas Timothy Thomas                  | Dr. Luke Cirkut JMIKE                                                                                                 | 5:13     |  |
| 7.                               | «Want Some More»                            | Onika Maraj Chris Ward Jeremih Felton Leland Wayne Xavier Dotson                                                                  | Hitmaka Metro Boomin Zaytoven Nicki Minaj (coproductora)                                                              | 3:50     |  |
| 8.                               | «Four Door Aventador»                       | Onika Maraj Asabe Ighile Parker Ighile                                                                                            | Parker | 3:03     |  |
| 9.                               | «Favorite» (con Jeremih)                    | Onika Maraj Robert Williams Jeremih Felton Darhyl Camper Rob Holladay Chris Ward                                                  | DJ Camper Nicki Minaj (coproductora) Rob Holladay (coproductor)                                                       | 4:03     |  |
| 10.                              | «Buy a Heart» (con Meek Mill)               | Onika Maraj Robert Williams Chris Ward Armond Redmen                                                                              | Arch Tha Boss Hitmaka                                                                                                 | 4:15     |  |
| 11.                              | «Trini Dem Girls» (con Lunchmoney Lewis)    | Onika Maraj Lukasz Gottwald Jeremy Coleman Jacob Kasher Hindlin Gamal Lewis Alexander Castillo Vásquez Henry Walter Theron Thomas | A.C. Dr. Luke Cirkut JMIKE                                                                                            | 3:15     |  |
| 12.                              | «Anaconda»                                  | Onika Maraj Jamal Jones James Strife Jonathan Solone-Myvett Ernest Clark Marcos Palacios Anthony Ray                              | Anonymous Polow da Don Da Internz (coproductores)                                                                     | 4:21     |  |
| 13.                              | «The Night is Still Young»                  | Onika Maraj Ester Dean Henry Walter Lukasz Gottwald Theron Thomas                                                                 | Dr. Luke Cirkut | 3:48     |  |
| 14.                              | «Pills N Potions»                           | Onika Maraj Lukasz Gottwald Henry Walter Ester Dean                                                                               | Dr. Luke Cirkut | 4:28     |  |
| 15.                              | «Bed of Lies» (con Skylar Grey)             | Onika Maraj Holly Hafermann Daniel Johnson Jeremy Coleman Breyan Isaac Vinay Vyas Justin Davey Alexander Grant                    | JMIKE Kane Beatz Alex Da Kid (coproductor) Breyan Stanley Isaac (coproductor) T.O.D.A.Y. (coproductor)                | 4:30     |  |
| 16.                              | «Grand Piano»                               | Onika Maraj Daniel Johnson Ester Dean Keith Harris Peter Lord William Adams                                                       | Kane Beatz Keith Harris will.i.am The Mad Violinist (coproductor) Nicki Minaj (coproductora) T.O.D.A.Y. (coproductor) | 4:19     |  |

| The Pinkprint – Versión Deluxe (pistas adicionales) |                             |                                                                                                 |                                               |          |  |
| N.º                                                 | Título                      | Escritor(es)                                                                                    | Productor(es)                                 | Duración |  |
| 17.                                                 | «Big Daddy» (con Meek Mill) | Onika Maraj Williams Ronald LaTour Johnny Juliano Daveon Jackson Brock Korsan                   | Cardo Juliano (coproductor) Yex (coproductor) | 3:20     |  |
| 18.                                                 | «Shanghai»                  | Onika Maraj Dino Zisis Robert V Sample Steven Nathaniel Pugh Irvin Whitlow Deshawn Kennedy Ward | Dino Zisis Chinza//Fly Minaj (coproductora)   | 3:39     |  |
| 19.                                                 | «Win Again»                 | Onika Maraj Shama Joseph Lasanna Harris                                                         | Shama «Sak Pase» Joseph                       | 4:11     |  |
| 77:59                                               |                             |                                                                                                 |                                               |          |  |

| The Pinkprint – Versión publicada en iTunes (pistas adicionales) |                                          |                                                          |               |          |  |
| N.º                                                              | Título                                   | Escritor(es)                                             | Productor(es) | Duración |  |
| 20.                                                              | «Truffle Butter» (con Lil Wayne y Drake) | Onika Maraj Graham Carter Paul Jefferies Maya Jane Coles | Nineteen85    | 3:39     |  |
| 70:30                                                            |                                          |                                                          |               |          |  |

| The Pinkprint – Versión japonesa (pista adicional) |            |                                                                               |                                |          |  |
| N.º                                                | Título     | Escritor(es)                                                                  | Productor(es)                  | Duración |  |
| 20.                                                | «Wamables» | Onika Maraj Proctor Rasool Diaz Brian Soko Fisher Francisco «Frankie» Ramírez | The Order Detail (coproductor) | 3:02     |  |
| 81:12                                              |            |                                                                               |                                |          |  |

| The Pinkprint – Versión para Target Corporation y el Reino Unido (duración reajustada y pistas adicionales) |                     |                                                           |                                  |          |  |
| N.º | Título              | Escritor(es)                                              | Productor(es)                    | Duración |  |
| 20. | «Mona Lisa»         | Onika Maraj • Noel Fisher • Andre Proctor                 | Detail                           | 3:28     |  |
| 21. | «Put You in a Room» | Onika Maraj • Proctor • Rasool Diaz • Brian Soko • Fisher | The Order • Detail (coproductor) | 2:59     |  |
| 79:18 |                     |                                                           |                                  |          |  |

| The Pinkprint — 2017 digital deluxe reissue (bonus tracks) |                                                  |                  |          |  |
| N.º                                                        | Título                                           | Producer(s)      | Duración |  |
| 20.                                                        | «Truffle Butter» (featuring Drake and Lil Wayne) | Nineteen85       | 3:39     |  |
| 21.                                                        | «Mona Lisa»                                      | Detail           | 3:28     |  |
| 22.                                                        | «Put You in a Room»                              | The Order Detail | 2:59     |  |
| 23.                                                        | «Wamables»                                       | The Order Detail | 3:13     |  |
| 91:00                                                      |                                                  |                  |          |  |

| The Pinkprint — 2024 tenth anniversary edition (bonus tracks) |                                                    |                                   |          |  |
| N.º                                                           | Título                                             | Producer(s)                       | Duración |  |
| 24.                                                           | «Turn Yo Cap Back» (featuring Swae Lee)            | Jaegen FrancisGotHeat             | 3:01     |  |
| 25.                                                           | «If It's Okay» (featuring David Guetta and Davido) | Guetta Tuinfort Boaz van de Beatz | 3:44     |  |
| 26.                                                           | «Arctic Tundra» (featuring Juice Wrld)             | Dez Wright Gezin TM88             | 4:29     |  |
| 27.                                                           | «Remember Me» (featuring Parker Ighile)            | Parker                            | 2:56     |  |
| 1:03:30                                                       |                                                    |                                   |          |  |

## Premios y nominaciones
| Año  | Premiación                            | Categoría                    | Resultado |
| ---- | ------------------------------------- | ---------------------------- | --------- |
| 2014 | Billboard.com's Mid-Year Music Awards | Evento musical más esperado  | Nominado  |
| 2015 | Billboard Music Awards                | Top Álbum Rap                | Nominado  |
| 2015 | BET Hip-Hop Awards                    | Álbum del Año                | Nominado  |
| 2015 | American Music Awards                 | Álbum Favorito — Rap/Hip-Hop | Ganador   |
| 2016 | Premios Grammy                        | Mejor Álbum Rap              | Nominado  |
| 2016 | Music Society Awards                  | Álbum del Año                | Ganador   |
| 2016 | Music Society Awards                  | Álbum Hip-Hop del Año        | Ganador   |

## Posicionamiento en listas

### Listas semanales
| País               | Lista                     | Mejor posición |         |
| 2014-15            | 2014-15                   | 2014-15        | 2014-15 |
| ------------------ | ------------------------- | -------------- | ------- |
| Alemania           | Offizielle Top 100        | 69             |         |
| Australia          | ARIA Albums Chart         | 19             |         |
| Australia          | ARIA Urban Albums Chart   | 1              |         |
| Bélgica (Flanders) | Ultratop Albums Flanders  | 46             |         |
| Bélgica (Wallonia) | Ultratop Albums Wallonia  | 81             |         |
| Canadá             | Canadian Albums           | 6              |         |
| Colombia           | Colombian Albums          | 1              |         |
| Corea del Sur      | Gaon Albums Chart         | 77             |         |
| Croacia            | Top de Ventas             | 10             |         |
| Dinamarca          | Álbum Top-40              | 21             |         |
| Estados Unidos     | Billboard 200             | 2              |         |
| Estados Unidos     | Top R&B/Hip-Hop Albums    | 1              |         |
| Estados Unidos     | Rap Albums                | 1              |         |
| Estados Unidos     | Digital Albums            | 1              |         |
| Escocia            | Scottish Albums Chart     | 27             |         |
| España             | Top de Álbumes            | 76             |         |
| Francia            | SNEP Albums Chart         | 70             |         |
| Finlandia          | Suomen virallinen lista   | 18             |         |
| Grecia             | IFPI Greece Albums Charts | 16             |         |
| Irlanda            | GFK Chart-Track           | 31             |         |
| Italia             | FIMI Albums Chart         | 1              |         |
| Japón              | Oricon Albums Chart       | 10             |         |
| Nueva Zelanda      | Recorded Music NZ         | 5              |         |
| Noruega            | VG-lista                  | 3              |         |
| Reino Unido        | UK Albums Chart           | 21             |         |
| Reino Unido        | UK R&B Albums             | 1              |         |
| Rusia              | Russian Albums Charts     | 8              |         |
| Suecia             | Sverigetopplistan         | 8              |         |
| Suiza              | Schweizer Hitparade       | 39             |         |
| Taiwán             | G-Music                   | 7              |         |

## Certificaciones
| País           | Organismo certificador | Certificación | Ventas    | Ref.    |
| América        | América                | América       | América   | América |
| -------------- | ---------------------- | ------------- | --------- | ------- |
| Brasil         | ABPD                   | Platino       | 45 000    | [ 56 ]  |
| Estados Unidos | RIAA                   | 2× Platino    | 2 900 000 | [ 57 ]  |
| Ecuador        | IFPI EC                | Oro           | 4 000     | [ 58 ]  |
| Europa         |                        |               |           |         |
| Polonia        | ZPAV                   | Oro           | 15 000    | [ 59 ]  |
| Reino Unido    | BPI                    | Oro           | 140 000   | [ 60 ]  |
| Suecia         | GLF                    | Oro           | 30 000    | [ 61 ]  |
| Mundialmente   |                        |               |           |         |
|                | IFPI                   | 5× Platino    | 5 000 000 | [ 62 ]  |